# And Everything is Going Fine
And Everything is Going Fine è un film del 2010 diretto da Steven Soderbergh.
Presentato in anteprima mondiale al Slamdance Film Festival, il documentario ripercorre la vita e i monologhi dell'attore e commediografo Spalding Gray.